# 보잉 X-45

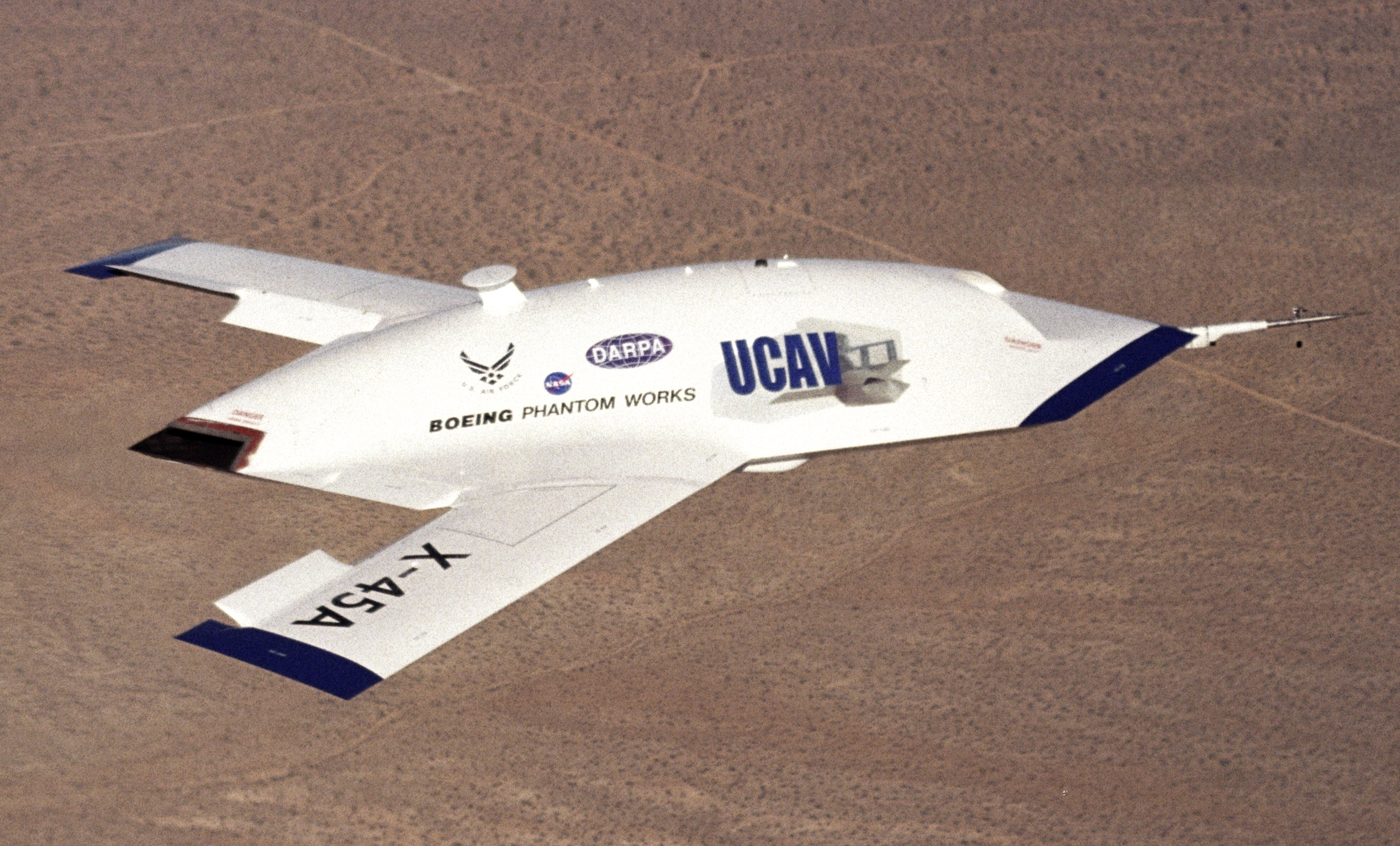

보잉 X-45 무인 전투 항공기는 보잉의 팬텀 웍스(Phantom Works)가 개발한 차세대 완전 자율 군용 항공기의 개념 실증기이다. Boeing Integrated Defense Systems에서 제조한 X-45는 DARPA의 J-UCAS 프로젝트의 일부였다.

## 개발
보잉은 버드 오브 프레이(Bird of Prey) 개발 과정에서 수집된 연구를 통해 X-45를 개발했다. X-45는 항공기의 앞쪽 가장자리 근처에 배치된 매우 낮은 프로파일의 등쪽 흡입구를 갖추고 있다. 중앙 동체는 작은 배기구가 있는 스윕 람다 날개와 혼합되어 있다. 수직 조종면은 없다. 각 날개 끝 근처의 분할 에일러론은 비대칭 에어 브레이크 역할을 하여 노스드롭의 비행 날개와 마찬가지로 방향타 제어 기능을 제공한다.
항공기에서 조종사와 관련 시설을 제거하면 항공기 비용이 크게 절감된다. 지상 조종사는 더 높은 수준의 결정을 실행하지만 항공기의 기계적 비행은 자율적이다.

## 같이 보기
- 다소 뉴론
- 미코얀 스카트
- 수호이 S-70 아호트니크-B